# Gerperga
Gerperga (häufig auch Gerberga) war die Ehefrau des Karolingers Karlmann I., des Bruders und Mitkönigs Karls des Großen.
Nachdem ihr Gatte 771 gestorben und Karl sich dessen Reichsteil unter Übergehung der Söhne Karlmanns angeeignet hatte, flüchtete Gerperga mit ihren Kindern zum Langobardenkönig Desiderius. Danach verschwindet sie aus der Überlieferung.

## Namensverwirrung mit der Ehefrau Karls
In mehreren Quellen wird Gerperga irrtümlich als Tochter des Desiderius bezeichnet, wohl in Verwechslung mit der damaligen Ehefrau Karls des Großen, einer Langobardenprinzessin.
Die Historikerin Janet Nelson stellte daraufhin die These auf, dass Karls Frau, deren Name in den Quellen ungenannt bleibt und von Historikern meist Desiderata genannt wird, ebenfalls Gerperga geheißen habe, was die konstatierte Verwechslung erklären würde.